# Tôt ou tard
Tôt ou tard é uma gravadora musical francesa, fundada em 1996 como uma separação da Warner Music Group, que se tornou independente em 2002.
Vincent Frèrebeau[carece de fontes?] dirige a gravadora, que em 2005 teve cerca de trinta bandas e artistas que assinaram com ela. Em 2005, publicou uma compilação de duetos com os artistas da gravadora: Tôt ou tard.
Em 2009, declarou ser a favor da Lei Hadopi. No ano de 2010, a Tôt ou tard operava mais outras duas gravadoras. O grupo independente francês Wagram Music adquiriu 49% da empresa, e segundo a gravadora, o investimento da Wagram permitiu acelerar o crescimento de suas atividades e, ao mesmo tempo, consolidar a posição da Wagram Music.

## Artistas assinados com a Tôt ou Tard
- A-WA[7]
- Piers Faccini[8]